# Munkás Testedző Egyesület

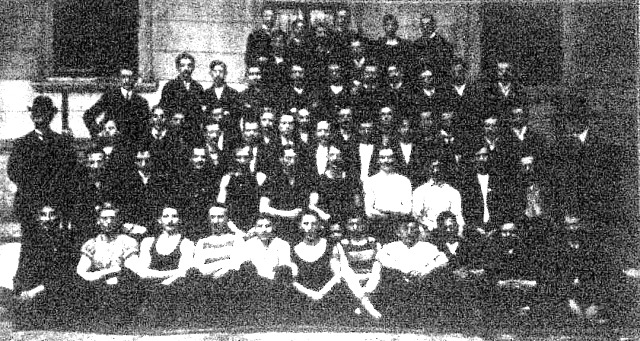
Az első budapesti munkás sportegyesület, a Munkás Testedző Egyesület

A Munkás Testedző Egyesület (MTE) az első jelentősebb testedző egyesület, amelynek tagjai kizárólag a munkásság köréből kerültek ki. Megalakulása a Fémmunkás Szövetséghez kötődött.

## Története

### Az egylet megalapítása
Az MTE megalakítására létrejött előkészítő bizottság 1906 novemberében ült össze. Tagjai: Bíró Dezső, Grünhut Fülöp, Frisch Árpád, Ripszám Henrik, Stelzer Adolf, Schubert Zsigmond és Zlocsover Rubin.
Rendőrségi jelentés szerint az alakulás 1906. december 16-án történt, de az alapszabály-tervezetet a Belügyminisztérium csak 1908 februárjában hagyta jóvá. Az első közgyűlést 1908 májusában rendezték, az első tornaórát viszont már 1908. március 18-án megtartották. Az egyesület tagjainak száma az év végére megközelítette az ötszáz főt.

### A kezdetek
Az egyesületnek komoly gondot okozott a megfelelő helyiségek hiánya. A tornaórák a Kazinczy utcai elemi iskola tornatermében zajlottak. Sem a helyiség jellege, sem mérete nem felelt meg a felnőtt tornászoknak
Az egyesületnek kezdetben csak tornász-, és természetjáró szakosztálya működött. Később hozták létre az atlétikai, a birkózó, a kézilabdázó, síelő és úszó szakosztályokat. Kézilabdával az elsők között foglalkoztak az országban.

### A Gödi fészek
Az MTE-nek jelentős bázisa volt a Gödi fészek, ami egy faházas nyaralótábor volt Göd és Dunakeszi között a Duna partján, egy homokbánya-gödörben  A hely nevét a partifecskék homokfalba vájt fészkei után kapta.  A Fészek partszakasza a többi strandétól eltérően ingyenes volt. Megfordult itt többek közt József Attila és Kassák Lajos is. Későbbi neve Vörös Meteor üdülőtelep volt, a címe Dunakeszi-külterület, Fészek köz. Fészek Üdülő).

### 1944-től
Az MTE tevékenységét 1944-ben felfüggesztették, majd a háború után újjáalakult. 1950-ben az MTE és a KAOE egyesítésével hozták létre a Budapesti Vörös Meteor Sport Klubot.
Az egyesület versenyzői közül az atléták 25, a birkózók 29, a tornászok 17 magyar bajnoki címet szereztek, de a világversenyekről is számos érmet elhoztak.

## Az MTE nevesebb versenyzői
- Ripszám Henrik maratoni futó, gyalogló olimpikon (1912)
- Vörös Vince futó (Václav Vohralik néven csehszlovák színekben olimpiai 4., 1500 méteren, 1920-ban)
- Németh Jenő birkózó Európa-bajnok (1925), olimpikon(1924)
- Matura Mihály olimpiai hatodik (1924), Eb bronzérmes birkózó
- Somogyi Rezső birkózó olimpikon (1912)
- Szalay Imre birkózó olimpikon (1928)
- Bakos László birkózó olimpikon (1948)
- Porubszky Ernő súlyemelő olimpikon (1948)
- Pataki Ferenc olimpiai aranyérmes (1948)
- Kemény Ferenc tornász olimpikon (1952)
- Boda György világbajnoki bronzérmes kézilabdázó (1938)

## Az MTE versenyzőinek nagyobb sikerei

### Olimpiai játékok
- aranyérem
  - Pataki Ferenc 1948 torna műszabadgyakorlat
- bronzérem
  - Pataki Ferenc 1948 lólengés és csapat

### Világbajnokság
- aranyérem
  - Várady Andorné 1949 nagypályás kézilabda
- bronzérem
  - Boda György 1938 nagypályás kézilabda

### Európa-bajnokság
- aranyérem
  - Németh Jenő 1925 birkózás, kötöttfogás, pehelysúly
- bronzérem
  - Matura Mihály 1925, 1926 birkózás, kötöttfogás, könnyűsúly[1]